# 조란 드라기치
조란 드라기치(슬로베니아어: Zoran Dragić, 1989년 6월 22일 ~ )는 슬로베니아의 농구 선수로 포지션은 슈팅 가드, 스몰 포워드이다. 현재 리가 ACB의 사스키 바스코니아와 슬로베니아 농구 국가대표팀에서 뛰고 있으며, 전미 농구 협회(NBA)의 피닉스 선스와 마이애미 히트의 소속으로 뛴 적이 있는 선수이다. 농구 선수 고란 드라기치가 그의 형이다.

## 수상
- 슬로베니아 농구 국가대표팀
  - 스탄코비치컵 우승(2010), 준우승(2014)

## 경력 통계

### 유로리그
| 시즌    | 팀       | 경기 | 선발 | 출장시간 | 야투% | 3점슛% | 자유투% | 리바운드 | 어시스트 | 스틸 | 블록 | 득점 | 평가 |
| ------- | -------- | ---- | ---- | -------- | ----- | ------ | ------- | -------- | -------- | ---- | ---- | ---- | ---- |
| 012–13  | 유니카야 | 22   | 13   | 16.3     | .398  | .129   | .741    | 3.0      | .5       | .7   | .0   | 4.5  | 4.5  |
| 2013–14 | 유니카야 | 22   | 19   | 22.9     | .413  | .354   | .703    | 2.7      | 1.6      | .7   | .1   | 10.9 | 10   |
| 평균    |          | 44   | 32   | 19.6     | .408  | .291   | .714    | 2.9      | 1.0      | .7   | .1   | 7.7  | 7.2  |